# Cristoforo Baseggio
Cristoforo Baseggio (Milano, 22 gennaio 1869 – Pollone, 20 gennaio 1959) è stato un militare italiano, fondatore nel 1915 della Compagnia volontari esploratori (detta "Compagnia della morte"), considerata il principale precursore degli Arditi.

## Biografia
Nacque a Milano il 22 gennaio 1869 da Giorgio Baseggio, avvocato originario di Trieste e discendente di una nobile famiglia di origini venete e istriane. Il padre gli impartì da subito un'educazione ferrea, trasmettendogli un fervente patriottismo che lo spinse a seguire la carriera militare.
Studiò presso l'Accademia militare di Modena, uscendone nel 1890 col grado di sottotenente e proseguendo alla Scuola di guerra poté diplomarsi come tenente degli alpini nel 1898. Congedatosi proprio in quell'anno, dopo aver preso parte alla Seconda guerra boera, fu poi volontario durante la prima campagna italiana in Libia, al termine della quale si adoperò nell'ingegneria civile realizzando opere pubbliche in Egitto e Libia.
Riprese la divisa col grado di tenente allo scoppio della prima guerra mondiale, facendosi assegnare il comando di un nucleo di 70 volontari alpini denominato "Chieti". In quest'ambito fu autorizzato a fondare nel 1915 a Strigno la 1ª Compagnia volontari esploratori, una compagnia autonoma di esploratori di circa 500 uomini basata sulle Stoßtruppen tedesche; la Compagnia fu soprannominata Compagnia della morte o Compagnia Baseggio ed è considerata come precursore degli Arditi. La Compagnia, pur ottenendo discreti risultati, fu decimata in varie azioni belliche tra cui la presa di monte Collo nel febbraio 1916 e soprattutto la conquista del monte Sant'Osvaldo nell'aprile 1916; dopo quest'ultima battaglia, Baseggio lasciò la sua compagnia, rifiutando i vari onori che gli erano stati proposti, e divenne aiutante di campo del generale Andrea Graziani, allora alla guida della brigata Ionio. Assegnato nella primavera 1917 al fronte carsico, fu promosso per meriti di guerra da capitano a maggiore e ottenne una medaglia d'argento, una croce d'argento britannica e una croce di guerra francese. Fu catturato durante la battaglia di Caporetto, venendo internato presso il campo di prigionia di Mauthausen dal quale fu rilasciato nell'aprile 1918. Tornato in patria fu assegnato ad un corpo di spedizione verso l'Anatolia, bloccato dall'armistizio di Mudros, venendo quindi nominato capo di stato maggiore del corpo di spedizione italiano in Sinai e Palestina. Su sua richiesta fu nuovamente congedato nel 1919.
Fu tra i cosiddetti sansepolcristi, partecipando alla fondazione dei Fasci italiani di combattimento nel 1919, ma ebbe alcune divergenze con Benito Mussolini, culminato in un duello tra i due nel 1922 nel quale entrambi rimasero feriti pur arrivando ad una riconciliazione.
Morì a Pollone il 20 gennaio 1959.

## Opere
- La compagnia della morte 1915-1916, Venezia, Istituto Editoriale Veneto, 1929.